# Premio Paul Loicq
Il Premio Paul Loicq o Paul Loicq Award è un premio assegnato annualmente dalla federazione internazionale di hockey su ghiaccio a chi si sia distinto per lo straordinario contributo alla federazione stessa ed all'hockey su ghiaccio internazionale. È intitolato al belga Paul Loicq, presidente della IIHF dal 1927 al 1947.
Il premio è stato assegnato per la prima volta nel 1998, ed il conferimento avviene durante la annuale induction ceremony dell'IIHF Hall of Fame.

## Premiati
| Anno | Vincitore                 | Nazionalità |
| ---- | ------------------------- | ----------- |
| 1998 | Wolf-Dieter Montag        | Germania    |
| 1999 | Roman Neumayer            | Germania    |
| 2000 | Vsevolod Kukushkin        | Russia      |
| 2001 | Isao Kataoka              | Giappone    |
| 2002 | Pat Marsh                 | Regno Unito |
| 2003 | George Nagobads           | Stati Uniti |
| 2004 | Aggie Kukulowicz          | Canada      |
| 2005 | Rita Hrabcek              | Austria     |
| 2006 | Bo Tovland                | Svezia      |
| 2007 | Bob Nadin                 | Canada      |
| 2008 | Juraj Okoličány           | Slovacchia  |
| 2009 | Harald Griebel            | Germania    |
| 2010 | Lou Vairo                 | Stati Uniti |
| 2011 | Yuri Korolev              | Russia      |
| 2012 | Kent Angus                | Canada      |
| 2013 | Gord Miller               | Canada      |
| 2014 | Mark Aubry                | Canada      |
| 2015 | Monique Scheier-Schneider | Lussemburgo |
| 2016 | Nikolai Ozerov            | Russia      |
| 2017 | Patrick Francheterre      | Francia     |
| 2018 | Kirovs Lipmans            | Lettonia    |
| 2019 | Jim Johannson             | Stati Uniti |
| 2020 | Zoltán Kovács             | Ungheria    |